# Vittorio Gregotti
 (juillet 2015).
Si vous disposez d'ouvrages ou d'articles de référence ou si vous connaissez des sites web de qualité traitant du thème abordé ici, merci de compléter l'article en donnant les références utiles à sa vérifiabilité et en les liant à la section « Notes et références ».
Vittorio Gregotti, né le 10 août 1927 à Novare et mort à Milan le 15 mars 2020, est un architecte italien.

## Biographie
Diplômé en architecture de l’École polytechnique de Milan, Vittorio Gregotti travaille en parallèle pour la revue Casabella, dont il prend la rédaction en chef de 1955 à 1963. Il enseigne également l’architecture à l’Institut architectural de Venise, dans les facultés de Milan et Palerme, et anime des conférences dans les universités de Tokyo, Buenos Aires, São Paulo, Lausanne, Harvard, Philadelphie, Princeton, Cambridge.
Grand prix international à la 13e Triennale de Milan en 1964, Vittorio Gregotti a été directeur des arts visuels de la Biennale de Venise de 1974 à 1976. Il fonde son agence Gregotti Associati en 1974. En 1999, Gregotti Associati International fonde la société Global Project Development, spécialisée en design et développement durable architectural pour les pays en essor touristique, avec pour objectif le respect de l’environnement.
Il meurt le 15 mars 2020, victime d'une pneumonie contractée lors de l'épidémie du coronavirus Covid-19.

## Éléments théoriques
En tant qu’architecte, Vittorio Gregotti a pris ses distances avec les théories et les modèles dominants, hérités du mouvement moderne, pour trouver son inspiration dans les cultures locales et régionales. Il adopte dans ses projets une démarche visant à les rattacher à l’histoire du lieu, et non à une abstraction visant à sa reproductibilité en un site quelconque.

On lui attribue plusieurs orientations dans son travail. Il est parfois apparenté aux Nouveaux Rationalistes italiens, comme Giorgio Grassi, se référant aux thèses de Jane Jacobs, Robert Venturi, et Aldo Rossi, qui avaient induit une réorientation de la création architecturale par rapport aux données du site, ce dès les années 1960-1970. L'intérêt porté par ces théoriciens à la vie urbaine et à l'urbanisme de quartier a trouvé un écho dans les réalisations des membres de l'école du Tessin et de la Tendenza — nom donné à ce groupe d'architectes historicistes.
Les valeurs qui lui sont attribuées reposent sur deux principes anti-modernistes : d'une part, le rejet de la tendance universalisante du rationalisme moderniste et, d'autre part, la valorisation des sources historiques, accueillant les traditions locales dans les logiques de projet et de construction.
Ces aspects sont visibles à la fois dans les projets de son agence, mais également dans sa production bibliographique dense.

## Abstract de deux de ses principaux ouvrages

### Le territoire de l’architecture(1reédition1966)
Il s’agit d’un classique de la littérature du XXe siècle portant sur l’architecture. Dans celui-ci, Vittorio Gregotti discute de certaines des principales questions dans la pratique architecturale : la complexité des matériaux de construction en architecture, sa relation avec l’histoire, la genèse du concept de rationalité et la démarcation de la « tradition des Modernes », la complexité du concept de typologie et la géographie comme thème central constituant à la fois le matériau et le moteur des intentions du projet.
Prenant en compte dans ses réflexions les catégorisations esquissées dans la phénoménologie, le structuralisme et la sémiologie, Gregotti développe une conception de la pratique architecturale qui, dit-il, ne se pratique pas « comme [issue d’un] traité, mais plutôt comme un exercice », visant à définir « le champ de compétence et l’articulation existant entre les disciplines de la conception architecturale ».
Au sujet de cet ouvrage, Manfredo Tafuri (Progetti e architettura, 1982) écrivit que le thème principal de l’ouvrage était le dialogue entre géographie et signes architecturaux, imposant un changement d’échelle impliquant une nouvelle méthodologie dans la conception architecturale, la poésie étant toutefois toujours sous-jacente.

### La ville visible(La citta visibile, Turin 1991)
Comme Vittorio Gregotti l’écrivait lui-même dans l’introduction de son ouvrage, « durant ces quarante dernières années, la transformation la plus importante en provenance de la « critique positive » de la Modernité en architecture consiste en la reconnaissance de l’importance de la prise en compte du contexte — historique et géographique — ainsi que des éléments signifiants spécifiques du site. Le projet architectural moderne devient alors conscient de sa propre nature, dialogue entre l’existant et les modifications qu’il y apportera ». 
Cet ouvrage cherche par conséquent les réponses aux problèmes posés par le projet urbain et plus généralement par les transformations qu’a subi le contexte physique actuel. Toutefois, ces réflexions ne restent pas exclusivement théoriques et sont appuyées par des exemples de projets architecturaux réfléchissant aux différentes façons de construire une ville nouvelle « commençant par la ville elle-même et son histoire ». Gregotti est animé de la conviction selon laquelle il est toujours possible « pour la culture de la planification urbaine et territoriale de proposer un nouvel état d’équilibre », basé sur « le réordonnancement et la clarté, qui sont les outils les plus importants de l’architecture ».

## Principales réalisations
- Avec Menghetti et Stoppino :
  - 1968 : Filatura Bossi, Novare.

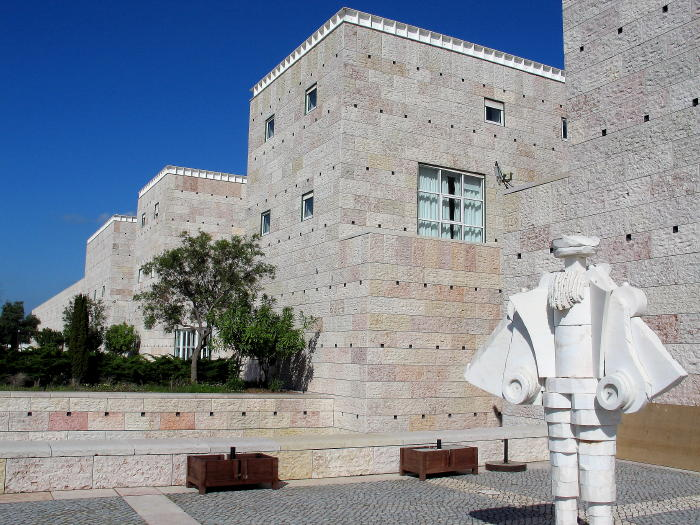
Le Centre culturel de Belém.

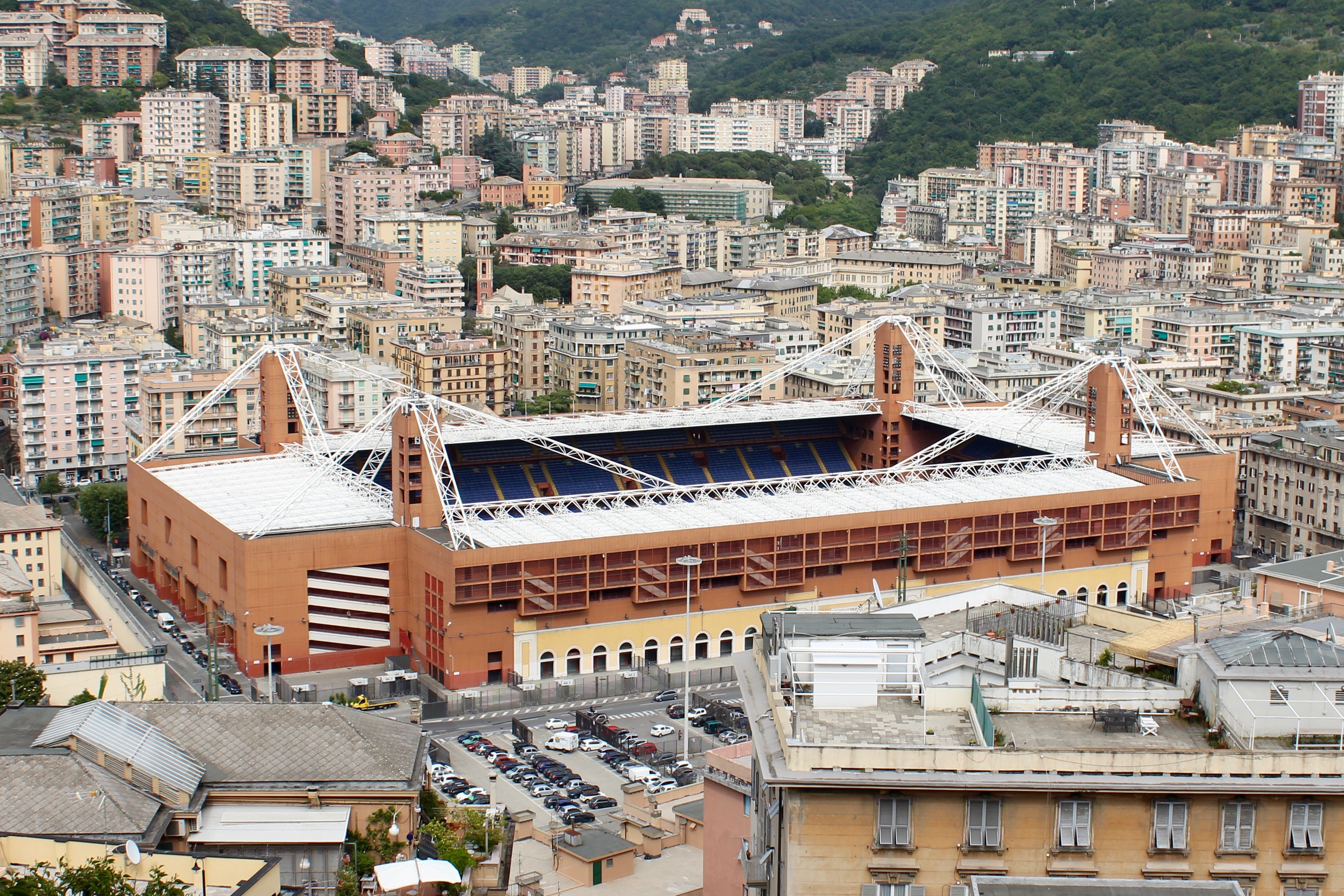
Le stade Luigi-Ferraris de Gênes en 2016.

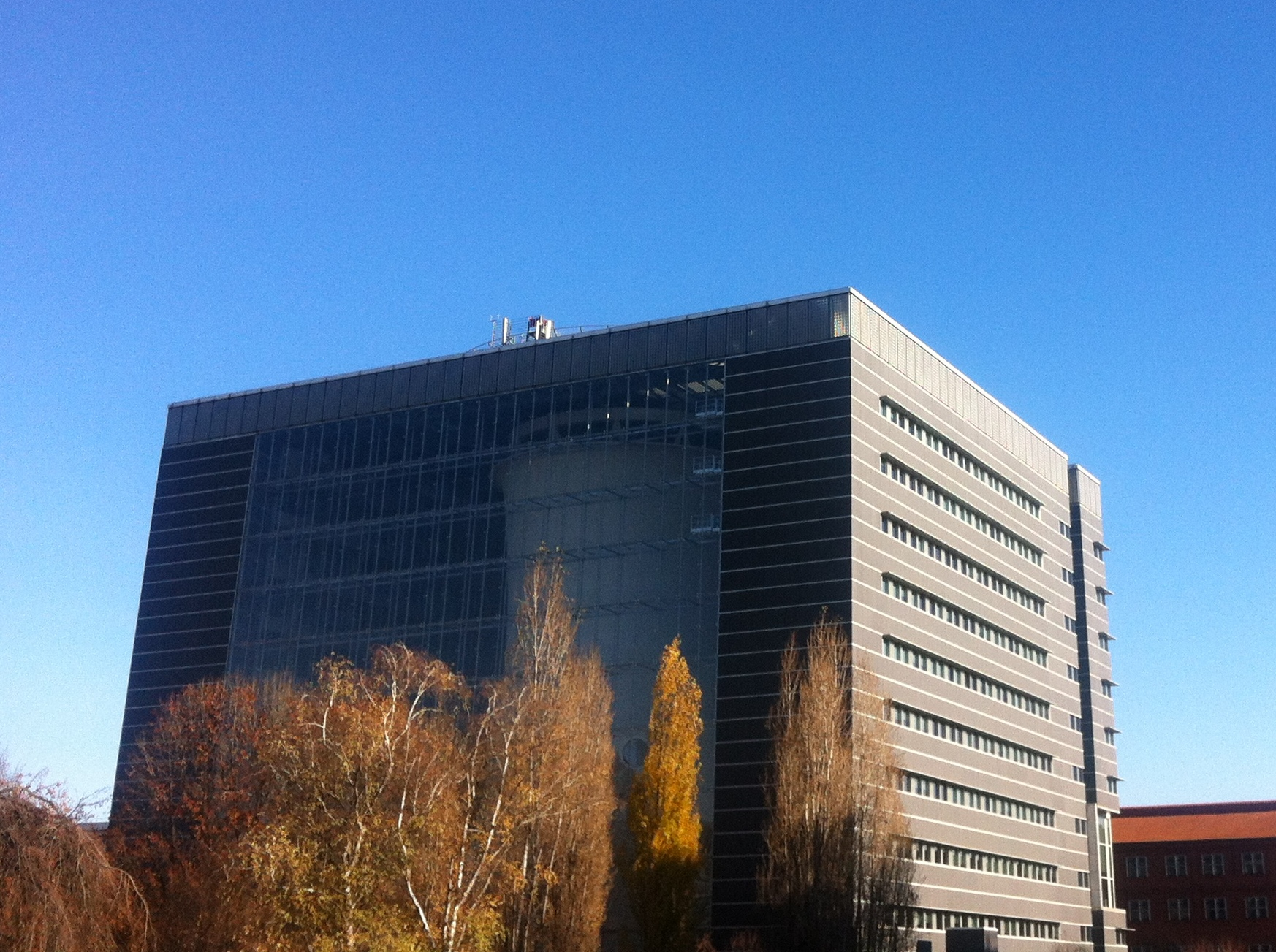
Siège du Pirelli Real Estate dans le quartier Bicocca à Milan (1999).

  - 1979-1972 : Nouveaux départements scientifiques de l’université de Palerme ; expressionnisme.
  - 1968-1969 : La Rinascente, Palerme.
- Avec Purini :
  - 1969 : La Rinascente, Turin.
  - 1971 : Nouvelle université de Florence.
- Chez Gregotti Associati :
  - Architecture :
    - 1976 : Ensemble résidentiel à Cefalù.
    - 1972-1973 : Université de la Calabre.
    - 1980 : Restructuration des quartiers de Berlin-Tiergarten Sud.
    - 1987-1989 : Stade des Costières à Nîmes.
    - 1993 : Centre culturel de Belém avec l'architecte portugais Manuel Salgado, Santa Maria de Belém[1]

  - Urbanisme :
    - 1985-1988 : Rénovation de la zone Pirelli – Bicocca, Milan
    - 1990 : Opération Sextius-Mirabeau, Aix-en-Provence
    - 1991 : Opération Etoile, Strasbourg
    - 1998-2007 : Rénovation de la zone industrielle Cecchini, Civitanova M.
    - 2001-2007 : Projet urbain pour le centre de Shanghaï.
    - 2001-2003 : Plan directeur d’Avellino.
    - 1995-2001 : Plan directeur de Pavie.
    - 1987-1995 : Plan directeur de Turin.

  - Paysage
    - 1984 : Parc des Forums Impériaux à Rome.

## Publications
- 1966. Il Territorio dell’Architettura. Milan : Feltrinelli.
- 1967. L’Architettura dell’Espressionismo. Milan : Fabbri.
- 1968. New Directions in Italian Architecture. New York : Braziller.
- 1982. Il Disegno del Prodotto Industriale. Italia 1860-1980. Milan : Electa.
- 1983. Questioni di Architettura. Turin : Einaudi.
- 1990. Cinque Dialoghi Necessari. Milan : Electa.
- 1991. Dentro l’Architettura. Turin : Bollati Boringhieri.
- 1991. La Città Visibile. Turin : Einaudi.
- 1994. Le Scarpe di Van Gogh. Turin : Einaudi.
- 1998. Venezia Città della Nuova Modernità. Venise : Consorzio Venezia Nuova.
- 1998. Racconti di Architettura. Milan : Skira.
- 1999. Identità e Crisi dell’Architettura Europea. Turin : Einaudi.
- 2000. Sulle Orme di Palladio. Rome, Bari : Laterza.
- 2000. Diciassette Lettere sull’Architettura.  Rome, Bari : Laterza.
- 2002. Architettura, tecnica, finalità. Rome, Bari : Laterza.
- 2004. L’architettura del realismo critico. Rome, Bari : Laterza.
- 2005. Autobiografia del XX secolo. Milan : Skira.
- 2006. L’architettura nell’epoca dell’incessante. Rome, Bari : Laterza.
- 2007. Dix-sept lettres sur l'architecture (traduit de l'italien par Marie Bels). Marseille : Éd. Parenthèses.